# Rita Clay Estrada
Rita Clay Estrada (n. 31 de julio de 1941), fue una escritora estadounidense de más de 35 novelas románticas como Rita Clay, Tira Lacy y Rita Clay Estrada,  también ha  escrito dos libros sobre cómo escribir novela romántica. Fue miembro fundador y primera presidenta del "Romance Writers of America", cuyo premio el "Rita", ha recibido su nombre en honor a ella.

## Biografía
Rita Clay nació el 31 de julio de 1941) en Míchigan, Estados Unidos. Es hija de la también escritora romántica e instructora de escritores Rita Gallagher, una antigua Miss Michigan, y un piloto de las Fuerzas Aéreas estadounidenses. Ella pasó muchos de sus primeros años de vida en Europa.
Ella se casó muy joven con su amor de secundaria, y se quedó en casa para criar a sus cuatro hijos. En 1977, cuando ya llevaba casada unos 20 años, su marido le regaló una máquina de escribir, para que escribierá como siempre había soñado. Tanto ella como su madre aceptaron el desafío.
Rita fundó junto a su madre y otros escritores la asociación Romance Writers of America, que entre otras cosas lograron que los autores no tuvieran que cambiar de seudónimo al cambiar de editorial. Cuando la RWA creó su premio, decidió ponerle el nombre de Rita.
Rita está actualmente divorciada de su marido.

### Como Rita Clay

#### Novelas independientes
- Wanderer's Dream, 1981
- Sweet Eternity, 1982
- Yesterday's Dreams, 1982
- Experiment in Love, 1983
- Summer Song, 1983 (Por fin... el amor, 1986)

#### Wise Folly Series
1. Wise Folly, 1982
2. Recapture the Love, 1984

### Como Tira Lacy

#### Novelas independientes
- With time and tenderness, 1983 (Tiempo y ternura)
- Only for love, 1984 (Sólo por amor)

### Como Rita Clay Estrada

#### Will and the Way Series(La voluntad y la forma)
1. Will and the Way, 1985
2. A Woman's Choice, 1985
3. Something to Treasure, 1986 (Deseos dormidos, 1994)

#### Western Lovers: Ranchin' Dads Series Multi-Author
15. The Best Things in Life, 1986 (Lo mejor de la vida, 1989)

#### Montclair Emeralds Multi-Author
3. Trust, 1988

#### Bartholomew Family Saga(Saga Familia Bartholomew)
1. Second to None, 1989 (Pecados familiares, 1991)
2. The Lady Says No, 1991

#### Lost Loves Series Multi-Author(Series Multi-Autor Amores Perdidos)
3. Forms of Love, 1994 (Un amor de otro planeta, 1995)

#### Rebels & Rogues Multi-Author(Serie Multi-Autor Rebeldes y Granujas)
- The Stormchaser, 1996 (Como el huracán, 1996)

#### The Wrong Bed Series Multi-Author(Serie Multi-Autor La Cama Equivocada)
4. Love Me, Love My Bed, 1996 (Juegos de cama, 1997)

#### Gallagher Sisters Saga(Saga Hermanas Gallagher)
1. Wishes, 1997 (Deseos, 1998)
2. Dreams, 1998 (Sueños, 1998)
3. Everything About Him, 1998 (Un matrimonio por amor, 1999)

#### Bachelor Auction Series Multi-Author
- One Wild Weekend, 1999 (Un fin de semana de ensueño, 1999)

#### Novelas independientes
- The Ivory Key, 1987 (La llave de marfil, 1988)
- A Little Magic, 1987 (Un hada morena, 1992)
- To Buy a Groom, 1990 (El precio de un marido, 1993)
- Twice Loved, 1991 (Nunca dijimos adiós, 1993)
- One More Time, 1993 (En brazos de un extraño, 1994)
- The Colonel's Daughter, 1994 (La hija del coronel, 1994)
- Interlude in Time, 1994
- The Twelve Gifts of Christmas, 1994
- Million Dollar Valentine, 2000 (Un millón de besos, 2001)
- Blissful, 2000
- Too Wicked to Love, 2001

#### No ficción
- Writing Romances, 1997 (con Rita Gallagher)
- You Can Write a Romance, 1999 (con Rita Gallagher)